# Катайгулово
Катайгулово — исчезнувшая деревня в Венгеровском районе Новосибирской области России. На момент упразднения входила в состав Воробьёвского сельсовета. Исключена из учётных данных в 1972 году.

## География
Располагалась между озёрами Большой и Малый Агучак, в 10 км к юго-западу от села Воробьёво.

## История
Деревня Катайгулова была основана в 1881 году. В 1928 году состояла из 19 хозяйств. В административном отношении входила в состав Акбалыкского сельсовета Меньшиковского района Барабинского округа Сибирского края.
Решением Новосибирского облисполкома от 24.04.1972 г. № 264 деревня исключена из учётных данных как фактически не существующая.

## Население
По переписи 1926 г. в деревне проживало 118 человек (60 мужчин и 58 женщины), основное население — русские.